# Жаклін Вінспір
Жаклін Вінспір (англ. Jacqueline Winspear) — британська письменниця детективного жанру. Авторка серії книг про приватного детектива Мейзі Доббс (Maisie Dobbs). Отримала за свої твори кілька престижних літературних премій.

## Біографія
Народилася і виросла у Кренбруку, графство Кент. Здобула вищу освіту в Інституті освіти Лондонського університету, а потім працювала в академічному видавництві, закладах вищої освіті та маркетингових комунікаціях. Емігрувала до Сполучених Штатів Америки у 1990 році. Вінспір стверджувала, що знання нею з дитинства про страждання її дідуся під час Першої світової війни призвели до інтересу до того періоду.

## Мейзі Доббс
Мейзі Доббс — приватний детектив, яка розплутує болісні та ганебні таємниці, пов'язані з пережитою війною. Обдарована дівчина з робітничого класу в класово свідомій Англії, вона отримує незвичайну освіту завдяки заступництву свого роботодавця, який взяв її як хатню робітницю.
Вона перериває навчання, щоб працювати медсестрою під час першої світової війни, закохується і зазнає особистих втрат. Після війни вона отримує університетську освіту, потім працює під опікою свого наставника. Коли він виходить на пенсію. вона влаштовується детективом, яка має власний офіс. Вона часто наголошує, щоб її клієнти дотримувались її етичних норм.
Вона старіє впродовж серії романів, а її справи відображають часи, від першої до Другої світової війни.

## Твори

### Серія Мейзі Доббс
- Maisie Dobbs[en] (Мейзі Доббс) (2003) (отримав премію Агати, премію Мекавіті)
- Birds of a Feather (Пір'яні пташки) (2004) (отримав премію Агати)
- Pardonable Lies (Брехня, яку можна пробачити) (2005)
- Messenger of Truth (Посланець істини) (2006)
- An Incomplete Revenge (Незавершена помста) (2008)
- Among the Mad (Серед божевільних) (2009)
- The Mapping of Love and Death (Відображення любові та смерті) (2010)
- A Lesson in Secrets (Урок таємниць) (2011)
- Elegy for Eddie (Елегія для Едді) (2012)
- Leaving Everything Most Loved (Залишаючи все найдорожче) (2013)
- A Dangerous Place (Небезпечне місце) (2015)
- Journey to Munich (Подорож до Мюнхена) (2016)
- In This Grave Hour (У цю могильну годину) (2017)
- To Die But Once (Померти, але один раз) (2018)
- The American Agent (Американський агент) (2019)
- The Consequences of Fear (Наслідки страху) (2021)
- A Sunlit Weapon (Освітлена сонцем зброя) (2023)